# Llei de simplificació, d'agilitat i reestructuració administrativa i de promoció de l'activitat econòmica
La llei de simplificació, d'agilitat i reestructuració administrativa i de promoció de l'activitat econòmica, coneguda popularment al seu moment com a Llei Òmnibus, és una llei òmnibus que CiU proposà el 2011 al Parlament de Catalunya i que presentà la particularitat, com el seu malnom pot fer entreveure, de contenir un ampli ventall de "sublleis" en diferents àmbits molt diversos, i malgrat això presentar-se com una sola llei, que haurà de ser votada com un tot o res en una única votació i amb poc temps de debat pel conjunt de temes abordats. En concret consta de més de sis-centes modificacions a vuitanta lleis.
Experts en dret consideren que tècnicament és qüestionable, ja que modificar vuitanta lleis en una única votació vulneraria el principi d'homogeneïtat material del reglament del Parlament. A més, en lloc de, en tot cas, ampliar el termini d'audiència pública, aquest ha estat reduït de quinze dies a set, sense cap justificació, i això vulnera la llei 13/2008 de la Presidència de la Generalitat i el Govern. Alguns juristes afirmen també que aquesta fórmula defuig el debat parlamentari i que això és infringir un principi constitucional democràtic.
Es tracta d'una llei molt polèmica tant per la forma com pel seu contingut, de caràcter ultraliberal, que preveu una retallada del 60% dels diners gestionats pel govern català mitjançant el tancament d'empreses públiques, privatització de la sanitat pública, retallades al sector de la cultura, etc.; que ha estat titllada de "despòtica" per personalitats de la cultura i amb la qual s'oposa, a més d'altres partits polítics, el moviment dels Indignats i diverses entitats ciutadanes i organitzacions sense ànim de lucre, com per exemple Greenpeace.